# 加伯 (愛荷華州)
加伯（英語：Garber）是一個位於美國愛荷華州克萊頓縣的城市。

## 地理
加伯的座標為42°44′38″N 91°15′47″W / 42.74389°N 91.26306°W，而該地的平均海拔高度為202米（即663英尺）。

## 人口
根據2010年美國人口普查的數據，加伯的面積為0.60平方千米，當中陸地面積為0.60平方千米，而水域面積為0.00平方千米。當地共有人口88人，而人口密度為每平方千米146人。